# Karattanad
Karattanad fou un dels estats tributaris protegits (nads) en què estava dividit el districte de Malabar, a la presidència de Madràs, sota domini britànic, i que anava de la costa cap a l'oest fins als Ghats Occidentals. La capital era Kuttipuram a 11° 42′ N, 75° 44′ E / 11.700°N,75.733°E.
L'estat fou fundat el 1564 per un cap nair, que probablement va heretar en línia masculina del Tekkalankur (Regent del sud) del regne de Kolattiri; els seus successors van governar fins al temps de la invasió de Tipu Sultan. Encara que la zona costanera era molt fèrtil les devastacions de Tipu Sultan al final del segle XVIII va fer que la població no pogués cultivar prou per al mateix manteniment. Quan Tipu Sultan va haver d'abandonar la zona el 1792 els britànics van restaurar al rajà nair. En endavant van governar l'estat.